# Бетценвайлер
Бетценвайлер (нем. Betzenweiler) — община в Германии, в земле Баден-Вюртемберг. 
Подчиняется административному округу Тюбинген. Входит в состав района Биберах.  Население составляет 698 человек (на 31 декабря 2010 года). Занимает площадь 9,70 км².